# 董家渡圣方济各沙勿略堂
董家渡圣方济各沙勿略堂（英語：St. Francis Xavier Church），又名董家渡天主堂，是1960年前天主教上海教区的主教座堂，位于上海市黄浦区董家渡路185号，是中国第一所能容纳2000人的大型天主教堂。

## 历史
1844年签订的中法《黄埔条约》规定天主教可以在通商口岸公开传教和建造教堂。传教士在上海获得了三块土地，作为被没收的城内老天主堂的赔偿。1847年11月21日，意大利传教士罗伯济主教在其中一块位于小南门外，靠近黄浦江的董家渡地块上，主持了天主教江南代牧区主教座堂的奠基礼，到1853年4月4日圣枝主日正式开堂。该堂奉16世纪耶稣会派到东亚的第一个传教士圣方济各·沙勿略为主保。教堂的设计者是西班牙范廷佐神父，仿照罗马耶稣会总会的耶穌堂建造，属于巴洛克风格。教堂正立面有伯多祿和保祿雕像。堂内几根周长10米的巨柱，和中国式样的莲花、仙鹤图案，都相当特别。堂前院内有三圣（圣若瑟、圣母玛利亚、耶稣基督）亭。
该堂周围居住着上海最早一批信奉天主教的教友，太平天国时期，许多以沙船业为生的教友迁至董家渡。其中陆伯鸿、朱志尧等天主教企业家以热心慈善事业闻名，并在此成立了上海公教进行会。1937年八一三事变后，这些上层教友迁入租界避难，主要居住在重庆南路圣伯多禄堂附近。
1933年，该堂开始由中国籍神父管理，各堂口神父都在此“避静”、“歇夏”，年老的神父在此疗养。
1956年，上海市天主教界开始脱离罗马教廷，自行组织宗教协会，董家渡天主堂等教堂开始脱离国外耶稣会和梵蒂冈的控制，转而归属上海市天主教友爱国会管辖。在这次事件中上海教区与罗马教廷产生了严重冲突。1960年4月，上海市天主教第一届代表会议选举张家树神父为上海教区正权主教，由皮漱石总主教主礼的祝圣主教仪式就在徐家汇天主堂举行，从此徐家汇天主堂代替董家渡天主堂成为主教座堂。1966年，董家渡教堂被关闭，“文革”期间，被工厂当作仓库占用。
1982年仅归还附属房屋100平方米，因陋就简恢复弥撒。1984年，恢复了大堂的大部分，由李思德主教主持复堂大礼弥撒。2000年5月1日，大堂全部归还，修缮后，9月17日由金鲁贤主教主持复堂大礼弥撒。
1993年7月14日，董家渡天主教堂被公布为上海市文物保护单位。
2017年開始，作爲在董家渡興建金融辦公建築群工程的一部分，董家渡天主堂關閉並進行整修，從堂内將地面全部挖開對地基進行加固。教堂的附屬建築將全部拆除。